# Barbara Reger
Barbara Reger (* 17. Januar 2000 in Frechen) ist eine deutsche Fußballspielerin.

## Karriere
Reger spielte ab der Saison 2014/15 für die B-Juniorinnen von Bayer 04 Leverkusen in der Bundesliga West/Südwest. Im Sommer 2017 rückte sie in den Kader der Frauenmannschaft auf, für die sie 2017/18 17-mal in der 2. Bundesliga Süd zum Einsatz kam und dabei einen Treffer erzielte. Als Drittplatzierter hinter den Zweitvertretungen der TSG 1899 Hoffenheim und des FC Bayern München gelang der Mannschaft der Aufstieg in die Bundesliga. Dort debütierte sie am 23. September 2018 (2. Spieltag) im Auswärtsspiel gegen Werder Bremen und erzielte beim 1:0-Erfolg ihrer Mannschaft sogleich ihr erstes Tor. Seit der Saison 2022/2023 hat sie sich dem FC Basel angeschlossen, wo sie in der AXA Women‘s Super League spielt.

## Erfolge
- Aufstieg in die Bundesliga 2018 (mit Bayer 04 Leverkusen)